# Гэннин
Гэннин (яп. 元仁 гэннин) — девиз правления (нэнго) японского императора Го-Хорикава, использовавшийся с 1224 по 1225 год .
Согласно хронике «Хякурэнсё» (яп. 百錬抄 Зеркало, отполированное сотню раз), причиной объявления нового девиза правления стала засуха.

## Продолжительность
Начало и конец эры:
- 20-й день 11-й луны 3-го года Дзёо (по юлианскому календарю — 31 декабря 1224);
- 20-й день 4-й луны 2-го года Гэннин (по юлианскому календарю — 28 мая 1225).

## Происхождение
Название нэнго было заимствовано из классического древнекитайского сочинения Книга Перемен:「元亨利貞、正義曰、元則仁也」.

## События
даты по юлианскому календарю
- 1224 год (1-й год Гэннин) — случилась засуха, вину за которую народная молва взвалила на род сиккэнов Ходзё, пошедших против императорский власти; сами Ходзё старались отвратить бедствие путём молений[5];
- 1224 год (6-я луна 1-го года) — Ходзё Ёситоки заболел и умер[5];
- 1224 год (1-й год Гэннин) — монах Синран составил «Кёгёсинсё» (яп. 教行信証, Вероучение, практика, вера и просветление) и основал школу буддизма Дзёдо-синсю[6];

## Сравнительная таблица
Ниже представлена таблица соответствия японского традиционного и европейского летосчисления. В скобках к номеру года японской эры указано название соответствующего года из 60-летнего цикла китайской системы гань-чжи. Японские месяцы традиционно названы лунами.
| 1-й год Гэннин (Деревянная Обезьяна) | 1-я луна       | 2-я луна   | 3-я луна* | 4-я луна  | 5-я луна  | 6-я луна* | 7-я луна  | 7-я луна* (високосная) | 8-я луна*   | 9-я луна   | 10-я луна* | 11-я луна  | 12-я луна*     |
| ------------------------------------ | -------------- | ---------- | --------- | --------- | --------- | --------- | --------- | ---------------------- | ----------- | ---------- | ---------- | ---------- | -------------- |
| Юлианский календарь                  | 22 января 1224 | 21 февраля | 22 марта  | 20 апреля | 20 мая    | 19 июня   | 18 июля   | 17 августа             | 15 сентября | 14 октября | 13 ноября  | 12 декабря | 11 января 1225 |
| 2-й год Гэннин (Деревянный Петух)    | 1-я луна       | 2-я луна   | 3-я луна* | 4-я луна  | 5-я луна* | 6-я луна  | 7-я луна* | 8-я луна               | 9-я луна*   | 10-я луна  | 11-я луна* | 12-я луна  |                |
| Юлианский календарь                  | 9 февраля 1225 | 11 марта   | 10 апреля | 9 мая     | 8 июня    | 7 июля    | 6 августа | 4 сентября             | 4 октября   | 2 ноября   | 2 декабря  | 31 декабря |                |

* звёздочкой отмечены короткие месяцы (луны) продолжительностью 29 дней. Остальные месяцы длятся 30 дней.